# Latinu, Brăila
Latinu este un sat în comuna Măxineni din județul Brăila, Muntenia, România.
La sfârșitul secolului al XIX-lea, exista comuna Latinu în plasa Vădeni a județului Brăila, comuna ce avea în componență satele Latinu Vechi (înființat în 1836) și Latinu Nou (unde s-au mutat în 1861 locuitori din Latinu Vechi în urma inundațiilor produse de râul Buzău), având în total 601 locuitori. În comuna Latinu funcționa o biserică datând din 1865 și o școală mixtă cu 26 de elevi.
În 1925, comuna Latinu avea în componență satele Gurgueți, Latinu Nou, Latinu Vechi, Oancea și Voinești, cu 652 de locuitori în total; ea făcea parte din plasa Silistraru a județului Brăila.
În 1950, comuna a fost arondată raionului Brăila din regiunea Galați. În 1968, comuna Latinu a desființată, satul Latinu, împreună cu Voinești, fiind transferate comunei Măxineni.